# Paridea lateralis
Paridea lateralis is een keversoort uit de familie bladkevers (Chrysomelidae). De wetenschappelijke naam van de soort werd in 1989 gepubliceerd door Medvedev & Samoderzhenkov.